# Theater in der Josefstadt

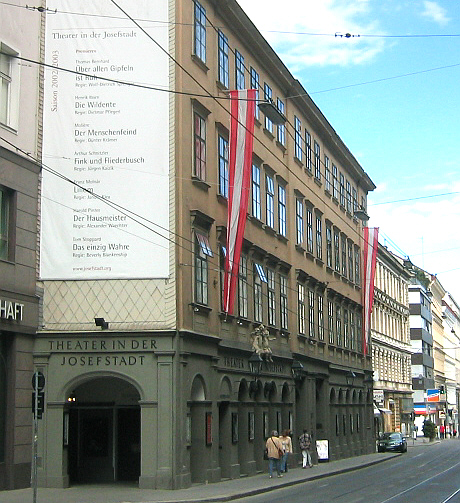
Theater in der Josefstadt

Theater in der Josefstadt är en teater i Wien i det åttonde distriktet i stadsdelen Josefstadt. Den grundades 1788 och är den äldsta ännu fungerande teatern i Wien. Den kallas oftast bara för Die Josefstadt. 
Efter en renovering och ombyggnation 1822 – firad med uppförandet av Beethovens ouvertyr Die Weihe des Hauses — sattes även operor upp, däribland verk av Meyerbeer och Wagner. Från och med 1858 slutade man med operor och koncentrerade sig på enbart talteater och komedier.

## Viktiga personer och teaterhistoriska händelser kopplade till teatern
- Ludwig van Beethoven och Richard Wagner dirigerade där.
- Johann Nestroy och Ferdinand Raimund arbetade som aktörer och diktare.
- Johann Strauss den äldre spelade i Sträußelsälen.
- 1814 debuterade Ferdinand Raimund som Franz Moor i Rövarbandet av Friedrich Schiller.
- 1822 komponerades och dirigerades Die Weihe des Hauses av Ludwig van Beethoven.
- 1829 debuterade Johann Nestroy som skådespelar med ''Die Verbannung aus dem Zauberreich oder Dreißig Jahre aus dem Leben eines Lumpen.
- Från 1833 till 1836 var Conradin Kreutzer teaterdirigent och den 13 januari 1834 hade hans romantisk opera Das Nachtlager in Granada premiär.
- Den 20 februari 1834 framfördes Ferdinand Raimunds Der Verschwender med poeten själv i rollen som Valentin (med scenmusik av Kreutzer).
- Mellan 1840 och 1860 framträdde de berömda dansöserna Fanny Elssler och Pepita de Oliva.
- Heinz Hilpert blev chef 1938.